# Kramsach
Kramsach ist eine Gemeinde mit 5020 Einwohnern (Stand 1. Jänner 2024) sowie ein Dorf im Bezirk Kufstein des Bundeslandes Tirol in Österreich.

## Geografie
Kramsach liegt im Tiroler Unterinntal am Nordufer des Inn und verteilt sich gegenüber von Rattenberg auf dem Schwemmkegel der Brandenberger Ache. Die Gemeinde liegt im Gerichtsbezirk Rattenberg.
Der Ortsteil Ganggalbichl ist einer der ältesten Ortsteile. Mehrere unterschiedliche Sagen über dessen Entstehung bezeugen die Geschichtsträchtigkeit dieses Ortsteiles.

### Gemeindegliederung
| Katastralgemeinden                        | Ortschaften in der Gemeinde                                                                                      |
| ----------------------------------------- | --- |
| Mariathal (16,00 km²) Voldöpp (10,87 km²) | Mariatal (D) Mariatal-Almen (ZH) Wittberg (Sdlg) Voldöpp (D) Angerberg (ZH) Hagau (Sdlg) Kramsach (D) Moosen (D) |
| Legende                                   | |

| In der Spalte Katastralgemeinden sind sämtliche Katastralgemeinden einer Gemeinde angeführt. In der Klammer ist die jeweilige Fläche in km² angegeben. |
| In der Spalte Ortschaften sind sämtliche von der Statistik Austria erfassten Siedlungen, die auch eine eigene Ortschaftskennziffer aufweisen, angeführt. In der Hierarchieebene derselben Spalte, rechts eingerückt, werden nur Ansiedlungen, die mindestens aus mehreren Häusern bestehen, dargestellt. Die wichtigsten der verwendeten Abkürzungen sind: - M = Hauptort der Gemeinde - Stt = Stadtteil - R = Rotte - W = Weiler - D = Dorf - ZH = Zerstreute Häuser - Sdlg = Siedlung - Hgr = Häusergruppe - E = Einzelgehöft (nur wenn sie eine eigene Ortschaftskennziffer haben) Die komplette Liste der Statistik Austria ist in: Topographische Siedlungskennzeichnung nach STAT Zu beachten ist, dass manche Orte unterschiedliche Schreibweisen haben können. So können sich Katastralgemeinden anders schreiben als gleichnamige Ortschaften bzw. Gemeinden. Quelle: Statistik Austria – |

Das Gemeindegebiet umfasst folgende zwei Ortschaften (in Klammern Einwohnerzahl Stand 1. Jänner 2024):
- Mariatal (1578)
- Voldöpp (3442)

### Nachbargemeinden
- Brandenberg, Breitenbach am Inn, Brixlegg, Münster, Radfeld, Rattenberg und Reith im Alpbachtal im Bezirk Kufstein
- Steinberg am Rofan im Bezirk Schwaz.

## Geschichte
Der älteste Ortsteil Kramsachs ist der Weiler Voldöpp, dessen Name auf einen vorrömischen Ursprung hindeutet. In romanischer Zeit wurde der Ortsteil Mosen als Siedlung errichtet. Erstmals urkundlich erwähnt wurde Voldöpp im Jahre 1080, jedoch befand sich ein Gotteshaus wahrscheinlich schon seit dem 8. Jahrhundert in diesem Ortsteil, welches wahrscheinlich eine Eigenkirche eines bayrischen Adeligen war. Seit dem 13. Jahrhundert waren die Herren von Freundsberg die wichtigsten Grundherren in diesem Gebiet, das auch 1267 ein Dominikanerinnenkloster gründeten. Kramsach selbst wird 1516 als Flurname im Kramsach urkundlich erstgenannt.
1811 wurden die beiden bisher bestehenden Hauptmannschaften Voldöpp und Mariathal zur Gemeinde Kramsach zusammengeschlossen.

### Namensherkunft
In der Verschriftung wurde der Name Kramsach vom volksmundlichen „Kranzach“ abgeleitet. Dabei sind „Kranzen“ die Unterinntaler Bezeichnung für die Wacholderbüsche, die in großer Menge auf den Schutthalden wuchsen. Die Silbe „-ach“ hat allerdings nichts mit der Ache zu tun, sondern deutet nur auf die Vielzahl der Wacholderbüsche hin.

### Bevölkerungsentwicklung
| Kramsach: Einwohnerzahlen von 1869 bis 2024         | Kramsach: Einwohnerzahlen von 1869 bis 2024 | Kramsach: Einwohnerzahlen von 1869 bis 2024 | Kramsach: Einwohnerzahlen von 1869 bis 2024 | Kramsach: Einwohnerzahlen von 1869 bis 2024 |
| --------------------------------------------------- | ------------------------------------------- | ------------------------------------------- | ------------------------------------------- | ------------------------------------------- |
| Jahr                                                |                                             |                                             |                                             | Einwohner                                   |
| 1869                                                | 1869                                        |                                             | 1.467                                       | 1.467                                       |
| 1880                                                | 1880                                        |                                             | 1.494                                       | 1.494                                       |
| 1890                                                | 1890                                        |                                             | 1.593                                       | 1.593                                       |
| 1900                                                | 1900                                        |                                             | 1.646                                       | 1.646                                       |
| 1910                                                | 1910                                        |                                             | 1.759                                       | 1.759                                       |
| 1923                                                | 1923                                        |                                             | 1.933                                       | 1.933                                       |
| 1934                                                | 1934                                        |                                             | 2.230                                       | 2.230                                       |
| 1939                                                | 1939                                        |                                             | 2.145                                       | 2.145                                       |
| 1951                                                | 1951                                        |                                             | 2.896                                       | 2.896                                       |
| 1961                                                | 1961                                        |                                             | 3.085                                       | 3.085                                       |
| 1971                                                | 1971                                        |                                             | 3.505                                       | 3.505                                       |
| 1981                                                | 1981                                        |                                             | 3.700                                       | 3.700                                       |
| 1991                                                | 1991                                        |                                             | 3.918                                       | 3.918                                       |
| 2001                                                | 2001                                        |                                             | 4.401                                       | 4.401                                       |
| 2011                                                | 2011                                        |                                             | 4.587                                       | 4.587                                       |
| 2021                                                | 2021                                        |                                             | 4.984                                       | 4.984                                       |
| 2024                                                | 2024                                        |                                             | 5.020                                       | 5.020                                       |
| Quelle(n): Statistik Austria, Gebietsstand 1.1.2021 |                                             |                                             |                                             |                                             |

## Kultur und Sehenswürdigkeiten
Kramsach besitzt zwei Pfarrkirchen:

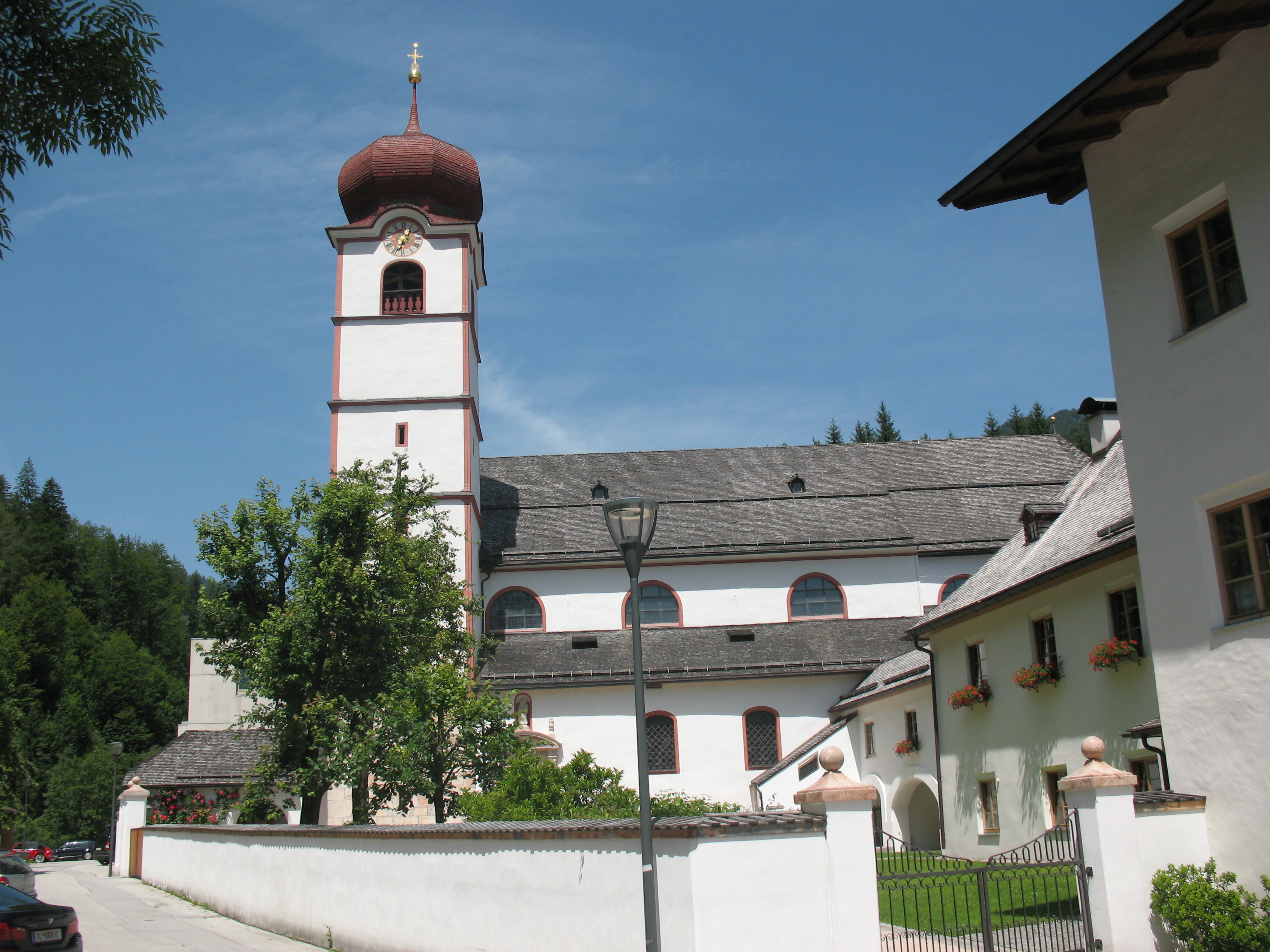
Wallfahrtskirche Mariathal

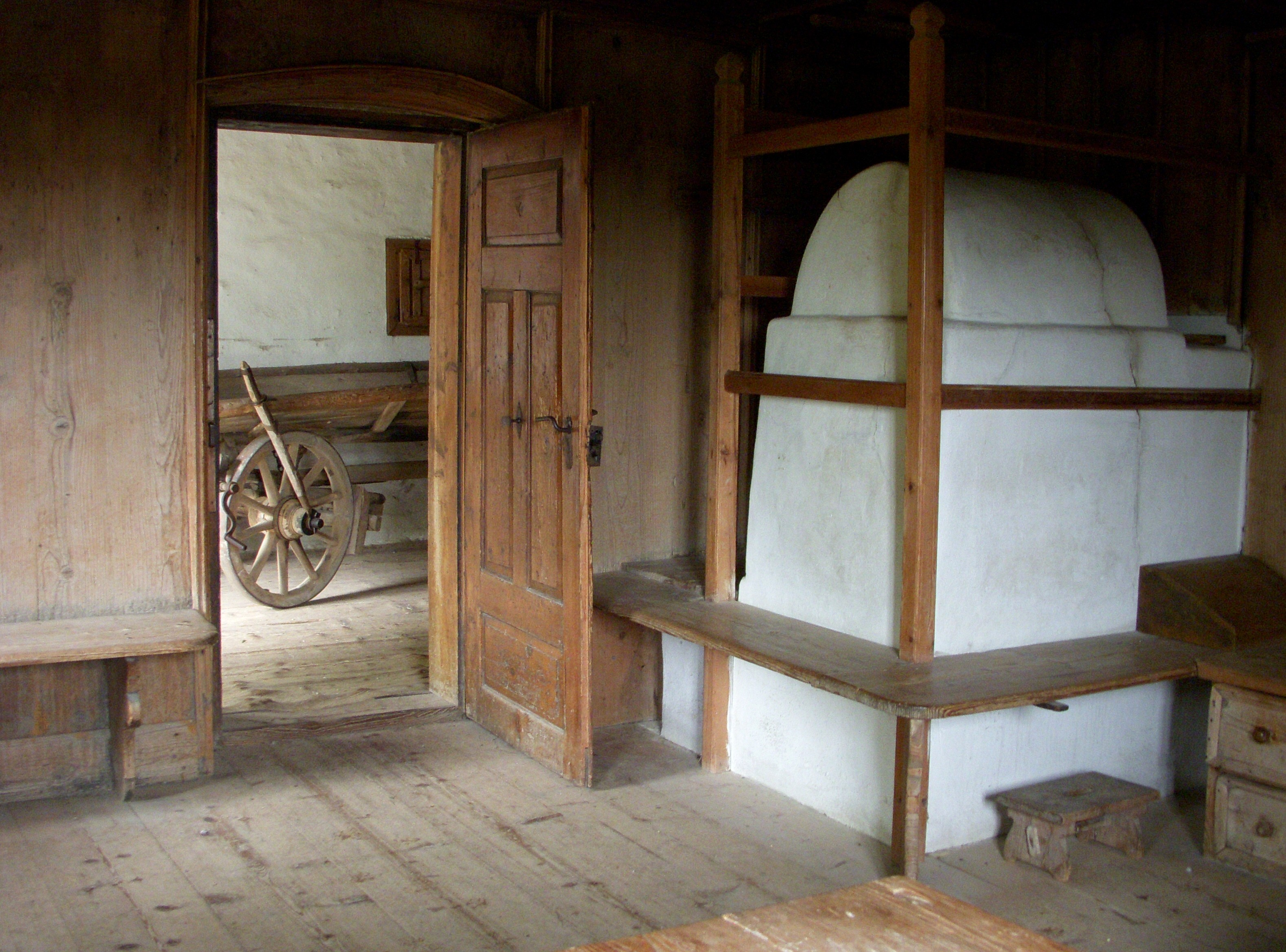
Hof aus Hatting im Bauernhöfemuseum

- im Westen die Basilika und Wallfahrtskirche Mariathal im Ortsteil Mariatal am Ende der Tiefenbachklamm. Die Kirche zu Mariathal gilt als eines der geschlossensten Barockensembles und wurde 2009 zur Basilika erhoben.[4]
- im Osten die Pfarrkirche hl. Nikolaus in Voldöpp am Mündungsgebiet der Brandenberger Ache in den Inn.
- Weiters gibt es noch das Kloster „Hilaribergl“ sowie eine kleine Kirche neben der Ache im Ortsteil Weidach, die zum Kramsacher Kriegerdenkmal umgebaut wurde.

Weitere Sehenswürdigkeiten:
- Das Museum Tiroler Bauernhöfe im östlich gelegenen Ortsteil Moosen wurde 1974 von Volkskundlern gegründet und zeigt als Freilichtmuseum verschiedene Hofformen, wie sie in Tirol üblich sind, und alte Nutztierrassen sowie traditionelle Lebensmittelerzeugung. Die Höfe sind dabei so angeordnet, wie sie ihrer ungefähren geografischen Lage in Tirol entsprechen.
- Der Museumsfriedhof in Hagau zeigt geschmiedete Grabkreuze mit skurrilen Grabsteininschriften aus verschiedenen Kirchhöfen des Alpenraums.
- Die Tiefenbachklamm und die Kaiserklamm sind beliebt zum Wandern und beides Sehenswürdigkeiten, die auf die Holztrift zurückgehen.
- Die Bundesmusikkapelle Kramsach und die Bundesmusikkapelle Mariatal.

## Wirtschaft und Infrastruktur
Seit dem Mittelalter werden im Weiler Hagau die Restmassen eines prähistorischen Bergsturzes (weiß-rosa Marmor) vom Pletzachkogel abgebaut. Der Kramsacher Marmor (bzw. Tiroler Marmor) wurde in vielen Kirchen sowie bei der Annasäule in Innsbruck verwendet.
Ab dem 15. Jahrhundert begann der wirtschaftliche Aufstieg der Region: Am Pletzachkogel wurde ab dieser Zeit in vielen Steinmetzwerkstätten roter Kramsacher Marmor gebrochen. Ein wichtiger Wirtschaftszweig war die Fischerei, welche vor allem an den Reintaler Seen ausgeübt wurde.
1412 verlieh Landesfürst Herzog Stephan von Bayern dem „Fritz dem Schmied zu Voldepp“ das Recht, einen Rechen in die Voldepp (Brandenberger Ache) zu errichten. Zu Beginn des 16. Jahrhunderts wurde eine Kupferhütte im Bereich des heutigen Ortszentrums durch die Fugger gebaut. An dieser Stelle gründete dann Karl Aschauer 1648/49 das Messingwerk Achenrain, das als ältester und bedeutendster Industriebetrieb Kramsachs bis zum Zweiten Weltkrieg in Betrieb war.
Dazu kam ab 1627 eine Glashütte, welche bis 1934 hochwertige Produkte herstellte und seit dieser Zeit als Glasfachschule besteht.
Bedingt durch diese industriellen Ansiedlungen in Kramsach und in Brixlegg (auf der anderen Seite des Inns) wurde viel Brennholz für den Betrieb der Öfen gebraucht, welches durch die Brandenberger Ache getriftet wurde. Deshalb wurde in Kramsach auch ein Holzrechen errichtet, der jahrhundertelang das Ziel der Holztrift von Baumstämmen für die Erzschmelzen war.
Daneben ging 1685 noch eine Pulvermühle zur Herstellung von Schießpulver in Betrieb, welche 1949 zur „Österreichischen Jagdpatronenfabrik“ wurde.
Während des Zweiten Weltkrieges unterhielt die Wehrmacht ein Treibstofflager im damaligen Waldgebiet nordwestlich der Straße nach Brixlegg.
Wirtschaftlich bedeutend sind außer dem Tourismus die Holzverarbeitung, Glasverarbeitungsbetriebe, eine Bekleidungsfabrik sowie Transportunternehmen.
Die TrauerHilfe Bestattungs GmbH betreibt in Kramsach seit 2008 eines von derzeit (Stand 2021) 17 Krematorien in Österreich. Die Anlage war damals das zweite Krematorium in Tirol.

### Tourismus
Der Tourismus ist zweisaisonal mit Schwerpunkt im Sommertourismus ausgerichtet. Der Krummsee und der Reintaler See sind beliebte Badeseen. Eine weitere Badegelegenheit bietet der abgelegene Berglsteiner See, welcher sich bereits im Breitenbacher Gemeindegebiet befindet. Im Kramsacher Gemeindegebiet liegen ferner noch Buchsee und Frauensee.
In Kramsach lag das Schigebiet Roßkogel-Sonnwendjoch, das von 1968 bis 2004 betrieben wurde; auch der Sommerbetrieb des Zubringerlifts wurde 2014 eingestellt. Im Winter sind allerdings noch die Übungslifte im Tal in Betrieb.
Beliebtes Touristenziel ist auch der Skulpturenpark an der Brandenberger Ache, der vom Kramsacher Künstler Alois Schild geschaffen wurde.

### Verkehr
Die Anschlussstelle „Kramsach“ verbindet den Ort und seine Nachbargemeinden mit der Inntal Autobahn A 12, welche im Westen über Innsbruck ins Tiroler Oberinntal, und in östlicher Richtung über Kufstein (ab hier A 93) zum Autobahndreieck Rosenheim führt.
Die Unterinntalbahn bietet über die Haltestelle Rattenberg-Kramsach und den Bahnhof Brixlegg S-Bahn-Anschluss.
Des Weiteren gibt es mit der Postbus-Linie 4115 einen Ortsverkehr, der täglich zwischen Kramsach und Brixlegg verkehrt.

### Bildung
- HTL Kramsach Glas und Chemie

## Politik

### Gemeinderat
Der Gemeinderat besteht aus 17 Mandataren:
| Partei                                                | 2022  | 2022    | 2016  | 2016    | 2010  | 2010    |
| Partei                                                | %     | Mandate | %     | Mandate | %     | Mandate |
| ----------------------------------------------------- | ----- | ------- | ----- | ------- | ----- | ------- |
| Bürgermeisterliste Zisterer - Team Zisterer           | 32,78 | 6       | 47,16 | 9       |       |         |
| Gemeinsam für Kramsach (GFK)                          | 26,94 | 5       | 25,81 | 4       |       |         |
| BürgerListe Kramsach (BLK)                            | 19,33 | 3       |       |         |       |         |
| Grüne Liste Lebensraum Kramsach                       | 11,75 | 2       | 13,29 | 2       | 10,99 | 2       |
| Menschen Freiheit Grundrechte (MFG)                   | 9,20  | 1       |       |         |       |         |
| Für Kramsach - FPÖ                                    |       |         | 13,74 | 2       |       |         |
| Bürgermeisterliste Stöger                             |       |         |       |         | 47,89 | 9       |
| Sozialdemokratische Partei Österreich und Parteifreie |       |         |       |         | 16,24 | 3       |
| Für Kramsach, freie, unabhängige Gemeinderatsliste    |       |         |       |         | 14,67 | 2       |
| Zukunft aktives Kramsach, die Jungen bringen Zukunft! |       |         |       |         | 10,21 | 1       |

### Bürgermeister
Mit den Gemeinderats- und Bürgermeisterwahlen 2004 wurde mit Manfred Stöger nach langer „roter Periode“ (SPÖ) ein „schwarzer“ (ÖVP) Bürgermeister gewählt. Eine Besonderheit war sicherlich, dass es auch eine Jugendliste in den Gemeinderat geschafft hat, Martin Rampel ist für die ZAK (Zukunft Aktives Kramsach) in den Gemeinderat eingezogen. Die ZAK bildet sich hauptsächlich aus Mitgliedern der JVP (Jungen Volkspartei) und ist daher der ÖVP zuzuschreiben. So konnte seit langem eine schwarze Mehrheit erreicht werden.
- 1919–1928 Franz Hopfner
- 1928–1931 Vinzenz Duftner
- 1931–1940 Johann Lettenbichler
- 1940–1945 Josef Gutmann
- 1945–1956 Johann Salzburger
- 1956–1965 Josef Sailer
- 1965–1974 Ernst Haas
- 1974–1989 Norbert Gögl
- 1989–2004 Egon Außerhofer (SPÖ)
- 2004–2015 Manfred Stöger (ÖVP)
- 2015–2022 Bernhard Zisterer (ZISTERER)[11]
- seit 2022 Andreas Gang (BürgerListe Kramsach)[12]

Andreas Gang (BLK) konnte sich bei der Bürgermeisterstichwahl am 13. März 2022, mit 67 Stimmen Vorsprung, gegen den bis dato amtierenden Bürgermeister Bernhard Zisterer durchsetzen.

### Wappen
Das Gemeindewappen wurde 1962 verliehen.
Blasonierung: Ein vierpfähliger Holzrechen in Gold in blauem Schild. Im Schildfuß zwei silberne Wellen.
Begründung: Kramsach hatte die größte Holztrift Tirols. Die silbernen Wellen stehen für die Brandenberger Ache. Die Farben Blau und Gold sind dem Wappen der Familie Aschauer entnommen, die das Messingwerk Achenrain gründeten. Da die Tiroler Landesregierung 1920 in Kramsach das modernste Sägewerk Tirols errichtete und damit die Holztrift als wirtschaftlich bedeutend hervorgehoben wurde, versinnbildlicht der goldene Holzrechen die Kramsacher Lende.

### Partnergemeinden
- Azumino, seit 1989[14][15] (ursprünglich Toyoshina, das 2005 mit drei weiteren Gemeinden zur Stadt Azumino zusammengeschlossen wurde)

## Persönlichkeiten

### Söhne und Töchter der Gemeinde
- Karl Thurwieser (1789–1865), Meteorologe, Alpinist und Theologe
- Rainer Salzburger (* 1944), Boxer
- Cyrill Greiter OCist (* 1971), Abt des Stiftes Stams

### Personen mit Bezug zur Gemeinde
- Stefan Silberberger (1877–1965), Bildhauer, lebte in Kramsach
- Peter Schneider (1919–1965), Bildhauer, lebte in Kramsach
- Heinz A. E. Mantl (1921–1989), Initiator des Museums Tiroler Bauernhöfe
- Thomas Rohregger (* 1982), Radprofi, wohnt hier
- Andreas Gang (* 1983), Bürgermeister, Abgeordneter zum Tiroler Landtag
- Taxis-Bordogna-Valnigra, Vertreter dieser Familie leben im Ort